# Харрисон, Лестер
Лестер Харрисон (англ. Lester Harrison; 1922, Чикаго, штат Иллинойс — Не ранее 1986 года, штат Иллинойс) — американский убийца. Основной подозреваемый в совершении серии убийств 6 женщин в период с 10 июля 1970 года по 13 августа 1973 года на территории города Чикаго. Почти все убийства были совершены на территории парка Чикаго под названием Грант-парк (англ. «Grant Park»), благодаря чему серия убийств также известна под названием «Убийства в Грант-парке» (англ. «Grant Park Murders»). После ареста Лестер Харрисон признал свою причастность к совершению четырех убийств, однако судебно-психиатрическая экспертиза  постановила, что Лестер Харрисон не может предстать перед судом по состоянию здоровья, на основании чего ему в конечном итоге было назначено принудительное лечение в психиатрической клинике.

## Биография
О ранних годах жизни Лестера Харрисона известно мало. Известно что Лестер родился в 1922 году на территории города Чикаго. Имел несколько братьев и сестер. Уже в конце 1930-х годов, будучи подростком Харрисон начал демонстрировать признаки психического расстройства и девиантное поведение, благодаря чему начал вести криминальный образ жизни. В 1945 году, Лестер был арестован по обвинению в совершении ограбления с применением оружия на территории Чикаго. Он был осужден и получил в качестве уголовного наказания 10 лет лишения свободы с правом условно-досрочного освобождения по отбытии 5 лет тюремного заключения. Лестер отбывал свое наказание в тюрьме «Menard Correctional Center», где  10 августа 1951 года убил другого заключенного - 28-летнего Нормана Кима. Тело Кима было обнаружено в котельной одного из тюремных зданий, где он работал. Харрисон убил его несколькими ударами обрезком свинцовой трубы по голове. В ходе расследования Лестер признал свою вину. Ему были предъявлено обвинение в совершении убийства Нормана Кимма, но на основании результатов судебно-медицинской экспертизы он был признан невменяемым, благодаря чему ему были назначены медицинские меры принудительного характера и остаток своего тюремного срока он провел в одной их психиатрических клиник Чикаго. После прохождения курса лечения, он был признан не представляющим опасности для общества, после чего оказался на свободе.
Несмотря на положительные характеристики от психиатров, в дальнейшие годы Харрисон продолжил вести маргинальный образ жизни. В период с конца 1950-х до начала 1971 года Харрисон в общей сложности подвергался арестам еще восемь раз по таким обвинениям: как совершение кражи; попытка совершения ограбления с применением оружия; незаконное хранение оружия; нападение с нанесением физических увечий и по обвинению в демонстрации непристойного поведения в общественных местах. В четырех случаях Харрисон  отбывал уголовные наказания в виде незначительных сроков лишения свободы, в двух случаях он избегал уголовной ответственности путем выплата денежного штрафа и в двух случаях он во время судебных процессов снова был признан невменяемым, вследствие чего проходил курс лечения в психиатрических клиниках. Будучи на свободе Харрисон жил на ежемесячное социальное пособие по инвалидности, увлекался алкогольными напитками и демонстрировал патологически повышенное половое влечение, вследствие чего стал увлекаться просмотром и коллекционированием фото- и видеоматериалов порнографического содержания и много свободного времени проводил в Грант-парке с целью знакомства с девушками.
Большая часть из его родственников состояла с ним в конфликте и обвиняла его в социальном паразитизме. В начале 1971 года Лестер в очередной раз был арестован по обвинению в совершению кражи. На этот раз на основании судебно-психиатрической экспертизы он был признан вменяемым. В марте 1972 года Харрисон был осужден и приговорен к восемнадцати месяцам лишения свободы, но был освобожден в зале суда, так как отбыл большую часть назначенного срока лишения свободы в окружной тюрьме  округа Кук.

## Убийства в Грант-парке
Вечером 19 июля 1970 года на территории парка была убита 46-летняя Агнес Леман. Женщина была бездомной и проживала на территории печально известного района Чикаго под названием «Скид Роу», где на протяжении нескольких десятилетий обосновалась социальная группа бездомных, представители которых подвержены большой виктимности. Женщина была забита до смерти и перед смертью была изнасилована. Той же ночью 31-летний фабричный рабочий по имени Уилбур Макдональд, не имевший судимостей, был найден избитым без сознания в другой части Грант-парка. У Макдональда был проломлен череп и выбита большая часть зубов. После оказания врачебной помощи он утверждал, что был ограблен и избит неизвестным, когда переходил через территорию парка. В ходе расследования убийства Агнес Леман и нападения на Уилбура Макдональда, полиция обнаружила обувь Макдональда в нескольких метрах от тела  Леман, благодаря чему он попал в число подозреваемых в совершении убийства Агнес Леман. В конечном итоге Макдональд был арестован и ему было предъявлено обвинение в совершении убийства. В августе 1971 года жюри присяжных заседателей признали его виновным на основании косвенных доказательств, после чего суд назначил ему уголовное наказание в виде 150 лет лишения свободы.
5 сентября 1972 года на территории парка была найдена убитой и изнасилованной 24-летняя туристка из Великобритании по имени Джудит Беттели. В этот период Лестер Харрисон совершил на одной из улиц Чикаго нападение на женщину по имени Козетта Глэдис. Харрисон был арестован, но был освобожден из-под стражи во время расследования, заплатив в качестве залог 5 000 долларов. В июле 1973 года была изнасилована и зарезана Ирен Кутрос. Следующей жертвой стала 24-летняя Ли Алексис Уилсон, студентка  факультета искусств одного из университетов Чикаго, которая была обнаружена изнасилованной и зарезанной 3 августа 1973 года.
Днем 13 августа 1973 года, на территории женского общественного туалета, расположенного в Грант-парке, Лестер Харрисон совершил нападение на 28-летнюю Джудит Отт, в ходе которой он попытался ее изнасиловать. Женщина сумела оказать яростное сопротивление и стала кричать, после чего Харрисон нанес ей несколько ударов ножом, от последствий которой Джудит Отт мгновенно скончалась. Муж убитой женщины, который рядом находился с туалетом вместе с их ребенком, после криков о помощи заметил Лестера Харрисона с ножом, который попытался покинуть место преступления. В результате погони, Дэвиду Отту совместно с работниками парка удалось задержать Лестера Харрисона, который вскоре был арестован. Оказавшись в полицейском участке, во время допроса Лестер Харрисон признался в убийстве Джудит Отт, Агнес Леман, Ли Уилсон и Джудит Беттели. Во время признательных показаний Лестер поведал детали убийств, известные только следствию. Так с одной из жертв преступник с помощью ножа удалил часть ее плоти и унес с собой. Эти детали убийства никогда не разглашались общественности, но Харрисон на допросе уверенно назвал имя жертвы, а также признал тот факт, что отрезанную плоть с ее тела забрал домой, где употребил ее в пищу.  Во время обыска апартаментов, где жил Харрисон, полицией были обнаружены личные вещи убитых, вырезки из газет со статьями, посвященными описанию расследований убийств, а также фрагменты волос убитых женщин. Преступнику также пытались инкриминировать убийство Ирен Кутрос и Элизабет Доусон, которая жила по соседству с Харрисоном и была обнаружена изнасилованной и убитой в августе 1972 года, но Лестер категорически отказался признать свою причастность к этим убийствам.
После признания Харрисона в совершении убийства Агнес Леман, Уилбур Макдональд был освобожден из тюрьмы, а его осуждение было признано судебной ошибкой. Впоследствии Макдональд был полностью оправдан, ему были официально принесены извинения от Губернатора штата Иллинойс. После освобождения Макдональд подал гражданский судебный иск к администрации штата с требованием выплатить ему 5 000 000 долларов в качестве материальной компенсации за годы проведенные в тюрьме в результате неправомерного осуждения, но суд удовлетворив его иск постановил выплатить ему только  15 000 долларов - максимальную сумму компенсации за неправомерное лишение свободы, разрешенную в соответствии с законодательством штата Иллинойс на тот момент.

## Дальнейшая судьба Харрисона
Несмотря на признательные показания Харрисона в совершении изнасилований и убийств, а также наличие очевидных доказательств его виновности, Лестер Харрисон в 1978 году на основании результатов судебно-медицинской экспертизы  в очередной раз был признан невменяемым, освобождён от уголовной ответственности и направлен на принудительное лечение в психиатрическую клинику с интенсивным наблюдением под названием «Belleville State Hospital». В январе 1986 года из-за осложнения старой травмы позвоночника у Харрисона было диагностировано  повреждение спинного мозга, благодаря чему он оказался почти полностью парализованным, вследствие чего адвокаты Харрисона, назначенные ему государством, в мае того же года подали ходатайство на его освобождение, так как из-за проблем со здоровьем он больше не представлял никакой опасности для общества. В своем заявлении, поданном в уголовный суд округа Кук адвокаты Томас Рейнольдс и У. Джеймсон Кунц заявили, что подали ходатайство  после того, как с ним связались сотрудники Департамента исправительных учреждений штата Иллинойс, которые настаивали на том, чтобы Лестер Харрисон был изъят из-под их опеки и бюджета, так как  стоимость его содержания и медицинского обслуживания составляла  более 184 000 долларов в год. Однако прокуратура округа Кук настаивала на том, что Харрисон продолжает представлять опасность для общества и предоставила ряд свидетельских показаний, согласно которым у Харрисона были сохранены движения в руках, моторика пальцев. Согласно показаниям персонала психиатрической клиники, несмотря на свой возраст и проблемы со здоровьем, Лестер Харрисон продолжал проявлять патологически повышенное половое влечение к женщинам и у него наблюдалась эрекция при общении с медсестрами. В конечном итоге суд постановил подвергнуть Харрисона независимому судебно-неврологическому обследованию для установления его физического состояния и степени его опасности для общества. Сестра и племянник Харрисона, выразившие желание оставить свои имена неизвестными, отправили в уголовный суд округа Кук письмо с просьбой оставить Лестера в принудительной социальной изоляции, ссылаясь на его невменяемость и тяжесть совершенных им преступлений.
В августе того же года, ходатайство адвокатов Харрисона о его освобождении было отозвано до проведения судебно-неврологического обследования, потому как в результате лечебных реабилитационных мероприятий  функции спинного мозга Харрисона были восстановлены и он начал передвигаться с помощью костылей. В конечном итоге  в связи с  улучшением физического состояния Харрисона, он был признан представляющим опасность для общества и остался продолжать курс лечения в психиатрической клинике.
После августа 1986 года достоверных сведений о  дальнейшей судьбе Лестера Харрисона нет. В последующие десятилетия, как минимум трижды, в 1991, 2003 и 2005 годах, имя Лестера Харрисона и совершенные им преступления упоминались в СМИ, однако подтверждения о его смерти и его статусе в них не было.